# Los Ángeles (Ecuador)
Los Ángeles es una localidad y parroquia rural de la provincia ecuatoriana de Los Ríos, jurisdicción del cantón Ventanas. Asentada en un valle, a orillas del río Sibimbe, rodeada de cascadas, ríos, y con la Cordillera de los Andes como telón de fondo, su población bordea los 3.233 habitantes repartidos en caseríos y una extensión de 56,61 km².
La parroquia fue creada el 2 de agosto de 2011 por segregación de la parroquia Zapotal.

## Toponimia
Aproximadamente en el año 1920 llegó a esta zona Ángel Gustavo Poloni, y compra un lote de terreno, en el construye su vivienda en la misma que instala un negocio, o sea una tienda de vívieres y también despostaba ganado vacuno y porcino.
Posteriormente comenzaron a construir otras viviendas con lo que comenzó a formarse el caserío.
Entre las personas más destacadas que le ayudaron en sus negocios y en sus proyectos fueron Claro Troya, Rubén Cabrera, Gabriel Ocaña, Marcos Villamar, José Villareal, entre otros quienes consideraron que a este caserío deberían ponerle un nombre, el mismo que acordaron que sería el nombre Ángel Gustavo Poloni, por este motivo se llama Los Ángeles y comenzaron a organizar instituciones.

## Historia
En el mes de febrero de 2011, el alcalde de Ventanas, Carlos Carriél envía un oficio al presidente del comité Pro- Parroquialización, para mantener una reunión en el Cabildo Municipal, con la finalidad de tratar el tema de la parroquialización de Los Ángeles.
En el mes de abril del mismo año, el alcalde convoca a una Sesión de Concejo en la hacienda El Pailón, propiedad de Antonio Arechúa, e invitó a los dirigentes de Chacharita y Los Ángeles para dar a conocer la resolución que iban a tomar en sesión, que fue la aprobación de la creación de la parroquias Chacarita y Los Ángeles.
En el mes de junio del mismo año, el primer personero envía a la ciudad de Quito un oficio con toda la documentación al Director Nacional del Registro Oficial para que sea publicado y se sancione esta resolución de la creación de las dos parroquias, la misma que fue publicada en el registro oficial el 2 de agosto del mismo año 2011.

## Geografía

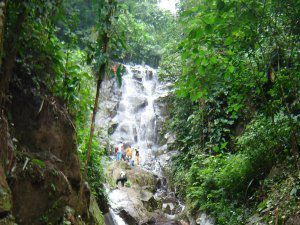
Cascada San Jacinto

### Relieve
La parroquia Los Ángeles debido a su cercanía a la Región Interandina cuenta con unidades geomorfológicas muy peculiares, en las cuales encontramos hacia el oeste relieve escarpado que alcanza a llegar a los 500 metros sobre el nivel del mar y en lo que
respecta a tierras bajas contamos con que la mayoría del territorio se encuentra conformado por colinas medianas cuya altura va desde los 124 metros hasta los 300 metros aproximadamente, mientras que el área restante de las tierras bajas está repartida entre las llanuras, bancos y diques aluviales y los conos de deyección, que representan a la cuenca del río Sibimbe.

### Hidrología
En la parroquia Los Ángeles podemos ubicar dos ríos representativos, hacia el sur el río Sibimbe y hacia el oeste el río Zapotal, los cuales forman parte de la subcuenca del río Babahoyo, todos estos anteriormente mencionados forman parte de la cuenca del río Guayas. Además la parroquia Los Ángeles también cuenta con una serie de esteros de agua dulce.

### Clima
La variable predominante en la parroquia Los Ángeles en lo que respecta a clima, es la Tropical megatérmico semi-húmedo, presente en casi todo el territorio, con una temperatura promedio de entre 24 y 26, y con precipitaciones hasta donde se puede revisar en registros iba.

### Límites parroquiales de Los Ángeles
| Noroeste: Zapotal  | Norte: Chacarita | Noreste: Chacarita |
| Oeste: Ventanas    |                  | Este: Echeandía    |
| Suroeste: Ventanas | Sur: Ventanas    | Sureste: Echeandía |

## Administración
La parroquia Los Ángeles cuenta con una estructura organizacional de tipo democrática donde su máximo representante es el presidente del Gobierno parroquial, vicepresidente, tesorero – secretario y seguido de vocales principales y suplentes respectivamente.

## Demografía
La población de la parroquia Los Ángeles según el censo realizado en el año 2012 junto a la prefectura de Los Ríos, es de 2151 habitantes; 1098 (51.0 %) son hombres y 1053 (49.0 %) son mujeres obteniendo una densidad poblacional de 37,99 habitantes/km², el dato de densidad parroquial nos indica que existe poca concentración de la población dentro de este territorio y más aún dentro de la cabecera parroquial, lo que trae como consecuencia que se requiera de los servicios públicos de manera coherente.

## Economía
En la parroquia Los Ángeles están presentes los 3 sectores de la economía solidaria los cuales se detallan a continuación: en el sector primario, el principal hito económico es la producción agropecuaria liderada por los policultivos con el 42.30%, seguido por cultivos de ciclo corto con el 36,80%, a continuación los monocultivos con el 19.60% y finalmente otros tipos de cultivo con el 1.20%, en el sector secundario predomina los establecimientos de comercio de productos de primera necesidad y de productos agrícolas ya que la parroquia no cuenta con centros de abastos y mercados disponibles, finalmente tenemos el sector terciario que se encarga de brindar servicios varios para que los sectores primarios y secundarios rindan al máximo.

## Bienestar social
La población de la parroquia Los Ángeles cuenta actualmente con el servicio de diez centros educativos y de un centro de salud, establecimientos que colaboran brindando servicios educativos y de salud a la ciudadanía en los diferentes recintos de la parroquia.

## Transporte
Para acceder a Los Ángeles puede hacerse por la carretera E494 desde Ventanas.

## Lugares de interés
En el recinto San Jacinto tras una caminata de 45 minutos se llega a la cascada San Jacinto. En la zona existen aves como colibrí, pájaros carpinteros, ardillas, conejos, iguanas, peces, como bocachico, dama, barbudo y vieja.

## Centros poblados

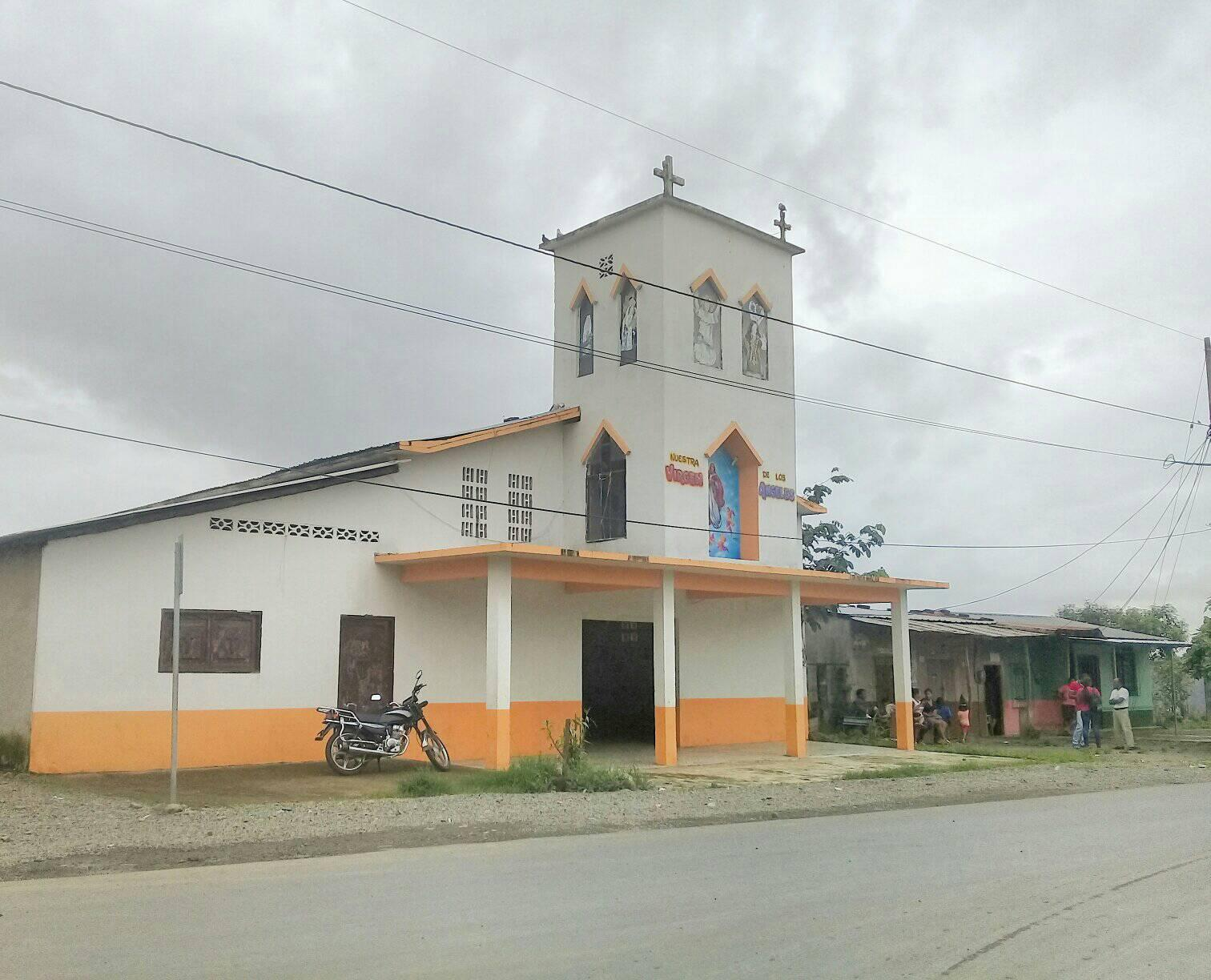
Iglesia de Nuestra Señora de Los Ángeles, en la cabecera parroquial.

Actualmente la parroquia Los Ángeles cuenta con diferentes recintos y centros poblados
que se detallan a continuación.
- Aguacatal
- Bototillal
- El Achiote
- El Cauje
- El Cade
- El Pailón
- El Rosario
- El Triunfo
- Jigual
- La Magaly
- La Unión
- La Vitalia
- Los Ángeles (Cabecera parroquial)
- Mata de Plátano
- Nueva Esperanza
- Nueva Unión
- San Gregorio
- San Jacinto
- San Temístocles
- Santa Rosa
- Sibimbe
- La Chilenita

## Fiestas
- 2 de agosto: Fiestas de Parroquialización.